# Brachiaria deflexa
Brachiaria deflexa är en gräsart som först beskrevs av Heinrich Christian Friedrich Schumacher, och fick sitt nu gällande namn av Charles Edward Hubbard och Robyns. Brachiaria deflexa ingår i släktet Brachiaria och familjen gräs. Inga underarter finns listade i Catalogue of Life.